# گمینا کلشچوو
گمینا کلشچوو (به لهستانی:  Gmina Kleszczów) یک گمینا در لهستان است که در شهرستان بوخاتوف واقع شده‌است. گمینا کلشچوو ۱۲۴٫۸۲ کیلومتر مربع مساحت و ۴٬۱۵۸ نفر جمعیت دارد.

## خواهرخوانده
شهر ویادانا خواهرخواندهٔ گمینا کلشچوو هست.